# Sisman Dorottya bosnyák királyné
Sisman Dorottya (1355 körül – 1382/1390 előtt/1390. augusztus) vagy más néven Vidini Dorottya vagy Doroszláva, bolgárul: Доротея/Дорослава Българска, bosnyákul: Doroteja Vidinska Šišman/Doroteja Bdinska/Doroslava Bugarska, szerbül: Доротеја Видинска/Доротеја Бугарска, bolgár királyi hercegnő és bosnyák bánné, majd királyné.

## Élete
Iván Szracimir (vidini) bolgár cár és Baszarab Anna havasalföldi úrnő lánya. 1365 tavaszán I. Lajos magyar király hadjáratot vezetett Iván Szracimir ellen, elfoglalta a székhelyét, Vidint, melyet Bodonyi Bánság néven a magyar koronához csatolt, felvette a bolgár királyi címet, és Iván Szracimirt és családját túszként birodalmába küldte. A horvátországi Gumnik várába, a Csázma melletti Bosiljevo környékére száműzte a bolgár cárt, ahol uralkodói rangjához méltó ellátásban részesült. I. (Nagy) Lajos egyik 1369. augusztus 29-én kelt leveléből derül fény arra, hogy a bolgár uralkodónak ekkoriban két lánya volt, akik közül csak az egyik ismert név szerint, és e levélben Dorottyának nevezik. Ugyanekkor 1369-ben I. Lajos hűségeskü ellenében hűbérként visszaadta Iván Szracimirnak a Vidini Királyságot, lányait azonban a magyar királyi udvarban Erzsébet anyakirályné felügyelete alá helyezte, majd pedig Dorottya bolgár hercegnőt 1374/76 körül összeházasította második feleségének, Kotromanić Erzsébetnek az unokatestvérével, Tvrtko (István) bosnyák bánnal, aki 1377-től felvette a Bosznia királya címet.
Egy 1378. április 10-én kelt oklevél név szerint megemlíti Dorottya királynét anyósával, Šubić Ilonával együtt: „»Kyra Dorottya királyné asszony«-nak mondatik, melyben Tvrtkónak édes anyja még mint »Kyra Ilona asszony Isten adta anya-királyné« előfordul.”
Annak ellenére, hogy Dorottyából bosnyák királyné lett, az apja, Iván Szracimir a vejével többször is harcba keveredett.
Dorottya királyné pontos halálozási évét nem tudjuk, de 1390 augusztusában már biztosan nincs életben, hiszen ez év augusztusának végén járt egy bosnyák küldöttség a Velencei Köztársaságban, és ekkor I. Tvrtko bosnyák király III. Albert osztrák herceg egy meg nem nevezett rokonával kívánt házasságot kötni, mely ötletet Velence is támogatott, de a király már a következő évben meghalt, így a tervezett házasság nem jöhetett létre.
Wertner Mór szerint I. Tvrtko (István) egyik fiának, a későbbi II. Tvrtko István bosnyák királynak Dorottya volt az anyja: „I. Tvrtkónak és vidini Dorottyának legidősb fia 1382. évben már életben volt.”